# Martin Opitz
Martin Opitz (ur. 23 grudnia 1597 w Bolesławcu, zm. 20 sierpnia 1639 w Gdańsku) – niemiecki poeta, teoretyk literatury, tłumacz, purysta językowy. 

## Życiorys i twórczość
Urodził się w rodzinie rzeźnika. Kształcił się w kalwińskim gimnazjum w Bytomiu Odrzańskim i już w 1617 napisał łacińską rozprawę Aristarchus sive de contemptu linguae teutonicae („Aristarchus, albo przeciw pogardzaniu językiem niemieckim”), w której wychwala zalety mowy niemieckiej i postuluje zastąpienie w poezji łaciny językiem niemieckim jako pięknym i kunsztownym. Język niemiecki porównuje do szlachetnej dziewicy, której czystość jest zakłócana przez obce (rzymskie, francuskie, włoskie, hiszpańskie) stroje.  
Po ukończeniu gimnazjum, Opitz studiował prawo we Frankfurcie nad Odrą, a następnie prawo i filozofię w Heidelbergu. W 1624 wydał dzieło swojego życia, którym była rozprawa pt. Buch von der Deutscher Poeterey (Księga o poetyce niemieckiej). Opisał w niej zasady i reguły sztuki poetyckiej, w oparciu o metryczne formy języka niemieckiego. Opitz nawoływał do wykwintnego używania języka ojczystego i zarazem do unikania makaronizmów. Był również autorem libretta pierwszej opery w języku niemieckim – opartej na mitologicznym wątku Dafne Heinricha Schütza. Prawykonanie odbyło się 13 kwietnia 1627 na zamku Torgau. Muzyka napisana przez tego wybitnego kompozytora do tekstu Opitza zaginęła, jednak sam fakt napisania opery do tekstu niemieckiego w epoce, w której tworzono dzieła operowe jedynie z tekstem włoskim, wart jest odnotowania. Libretto Opitza zachowało się. Na karcie tytułowej poeta dedykuje swe dzieło m.in. „wysoko urodzonej księżnej Zofii Eleonorze von Sachsen” (jej ślub z Jerzym II landgrafem Hesji-Darmstadtu stał się okazją do napisania dzieła operowego z muzyką Schütza). Opitz tworzył także poezję dworską, panegiryki, poematy i drobne wiersze. Tłumaczył na język niemiecki dzieła Seneki, Sofoklesa i in. Nazywany ojcem niemieckiej poezji. Jego utwory poetyckie, a również opracowania teoretyczne miały wpływ na twórczość poetycką innych autorów.

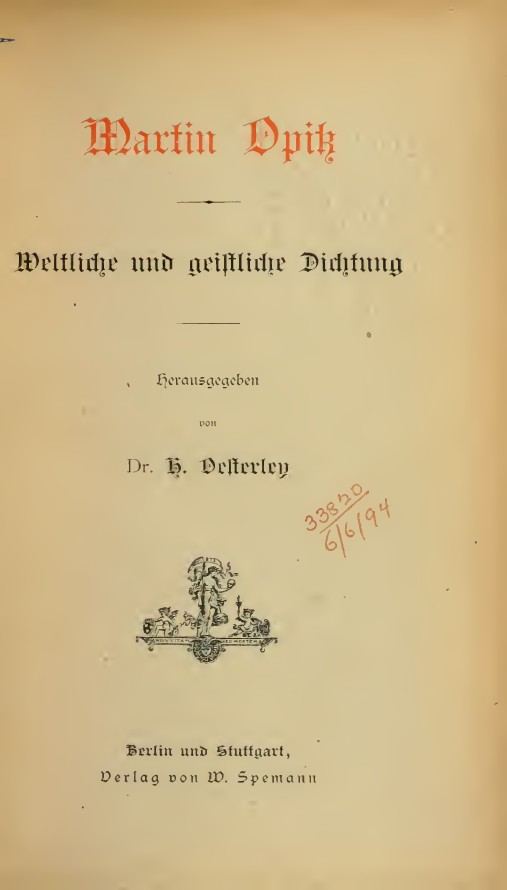
Weltliche und geistliche Dichtung (1888)

Aktywność twórcza przyniosła Opitzowi duże uznanie i w 1629 Opitz został członkiem elitarnego Towarzystwa Owocodajnego (Fruchtbringende Gesellschaft). Poeta zajmował się też polityką i dyplomacją, służąc podczas zawieruchy wojny trzydziestoletniej „różnym panom” – kolejno powstańcom czeskim, Habsburgom, Szwedom i królowi Polski Władysławowi IV Wazie, który w 1636 przyjął Opitza w poczet swych dworzan i powierzył mu stanowisko nadwornego historiografa. Poeta jednak nie potrafił być lojalny i pozostawał w kontakcie ze Szwedami, których informował o zamiarach polskiego króla.
Zmarł w Gdańsku, gdzie zaraził się podczas epidemii dżumy. Pochowano go w kościele Mariackim w Gdańsku. W północnej nawie kościoła do dziś zachowała się płyta nagrobna Martina Opitza.

Biografię Martina Opitza napisał i wydał w XVIII w. Caspar Gottlieb Lindner.  
30 września 2012 roku przy ulicy Martina Opitza w Bolesławcu został odsłonięty, ufundowany przez Bogusława Nowaka, pomnik poety.